# أخدرية صينية
أخدرية صينية (الاسم العلمي: Oenothera mollissima) هو نوع نباتي يتبع جنس الأخدرية من الفصيلة الأخدرية.